# Nullum crimen, nulla poena sine praevia lege
Nullum crimen, nulla poena sine praevia lege es un aforismo en latín que se traduce como "Ningún delito, ninguna pena sin ley previa". Se utiliza en Derecho penal para expresar el principio de que, para que una conducta sea calificada como delito, debe estar establecida como tal y con anterioridad a la realización de esa conducta.
Por lo tanto, no solo el delito depende de la existencia previa de una disposición legal que lo declare como tal (nullum crimen sine praevia lege), sino que también, para que una pena pueda ser impuesta sobre el actor en un caso determinado, es necesario que la legislación vigente establezca dicha pena como sanción al delito cometido (nulla poena sine praevia lege).
Este es un principio legal básico que ha sido incorporado al Derecho penal internacional, prohibiendo la creación de leyes ex post facto que no favorezcan al imputado. De forma rotunda se recoge en el artículo 11.2 de la Declaración Universal de Derechos Humanos de 10 de diciembre de 1948: «Nadie será condenado por actos u omisiones que en el momento de cometerse no fueron delictivos según el Derecho nacional o internacional. Tampoco se impondrá pena más grave que la aplicable en el momento de la comisión del delito», también en el artículo 7 de la Convención Europea de Derechos Humanos y en artículo 15 del Pacto Internacional de Derechos Civiles y Políticos.  
La expresión latina la creó Paul Johann Anselm Von Feuerbach en su libro Lehrbuch des gemeinen in Deutschland gültigen peinlechen Rechts (Tratado del Derecho penal común vigente en Alemania) publicado en 1801 y luego incorporado al Código de Baviera de 1813, aunque el principio de legalidad del que deriva fue creado por Cesare Beccaria.